# 扬·柴可拉斯基
扬·柴可拉斯基（波蘭語：Jan Czochralski；1885年10月23日—1953年4月22日），波兰化学家，发明了提炼单晶硅的柴可拉斯基法，该法被用于半导体制造业中制造晶圆。